# Libido (psychanalyse)
Pour les articles homonymes, voir Libido.
En psychanalyse, la libido (du latin : libido) correspond chez Freud à l'énergie de la pulsion sexuelle. La théorie de la libido est au cœur de la métapsychologie, et son évolution suit celle de la théorie des pulsions, laquelle reste toujours dualiste au cours de l'œuvre freudienne. Freud décrit dans les Trois essais sur la théorie sexuelle (1905) comment la notion psychanalytique de la « libido » se vérifie dans la sexualité infantile.

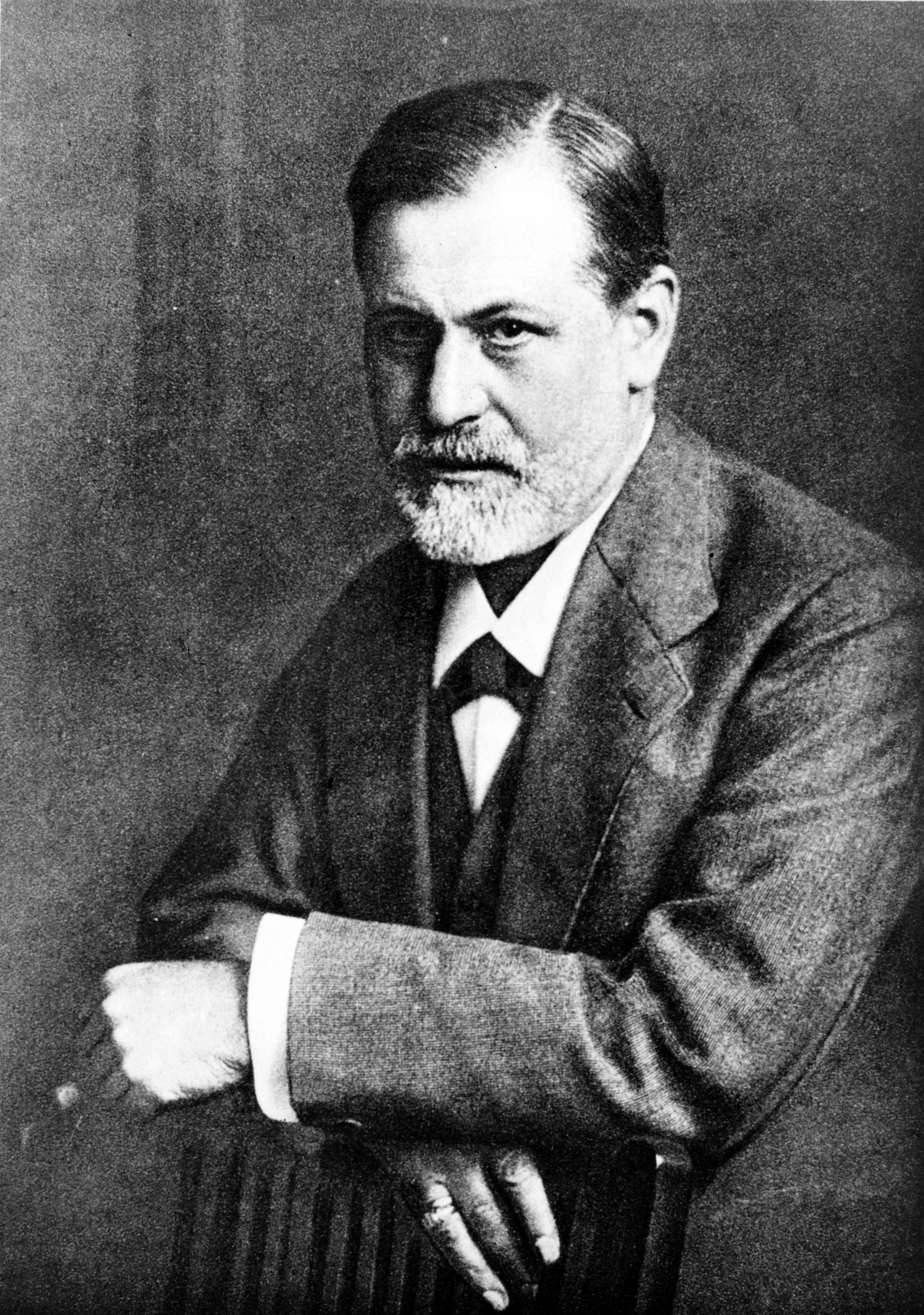
Sigmund Freud, par Max Halberstadt, 1909. Chez Freud, la libido correspond à l'énergie de la pulsion sexuelle.

Au moment de la première dualité pulsionnelle partagée entre  « pulsions sexuelles et pulsions du moi (ou d'auto-conservation) », seules les « pulsions sexuelles », sont désignées comme libido, tandis que l'énergie des secondes est dite « énergie des pulsions du moi » (ou « intérêt »). 
Avec Pour introduire le narcissisme (1914) et l'apparition d'une libido narcissique, Freud distingue « libido du moi » (« Moi » compris comme « objet d'amour ») et « libido d'objet » (narcissisme objectal). En 1920, dans Au-delà du principe de plaisir, où Freud oppose les pulsions de vie et les pulsions de mort, la libido sera représentée par la figure d'eros et assimilée aux pulsions de vie.
Sigmund Freud s'oppose au monisme de Carl Gustav Jung, chez qui la notion de libido désigne « l'énergie psychique » en général, conception qu'il récuse pour la psychanalyse. La libido chez Wilhelm Reich, qui est l'auteur en 1927 de La Fonction de l'orgasme et dont Freud se détournera également, se présente comme une satisfaction orgastique au profit d'un bonheur organique. Au nom de l'amour et en référence à l'Éros de Platon, la libido revêt chez Lacan un aspect « mythique » (« mythe de la lamelle »), qui renvoie au narcissisme et à l'imaginaire. 

## Lalibidochez Freud
« Libido » étant un autre terme pour rendre compte de « l’énergie pulsionnelle en tant qu’elle est spécifiquement sexuelle », la théorie de la libido chez Freud « peut être considérée comme le pilier porteur de l’édifice métapsychologique » : le processus de l'inconscient s'enracine dans la libido.

### De la sexologie à la psychanalyse
Libido est un mot latin qui signifie « envie », « désir »,. Le terme latin a d'abord été utilisé par Moritz Benedikt, précisent Élisabeth Roudinesco et Michel Plon, avant d'être repris par « les fondateurs de la sexologie (Albert Moll et Richard von Krafft-Ebing), pour désigner une énergie propre à l'instinct sexuel ou libido sexualis ». 
Chez Freud, qui déclare avoir emprunté le terme libido à  Moll (Albert Moll, Untersuchungen über die Libido sexualis, 1898), la théorie de la libido se développe en fonction de sa théorie des pulsions, laquelle évolue en plusieurs étapes (première et deuxième théories des pulsions).

En fait, le terme « libido » se trouve dès 1894 dans les Lettres à Wilhelm Fliess (Manuscrit E),,. Alain de Mijolla souligne : 

« La “théorie de la libido” court comme un fil rouge tout au long de l'œuvre freudienne dès la première apparition dans le Manuscrit E [...] de la notion de “libido psychique” comme synonyme d'“affect psychique” en juin 1894 (donc avant la parution en 1898 du livre d'Albert Moll, Untersuchung über die Libido sexualis, auquel Freud a prétendu l'avoir empruntée) »

— Alain de Mijolla

### L'énergie de la pulsion sexuelle
Jean Laplanche et Jean-Bertrand Pontalis apportent cette définition de la libido : c'est « l'énergie postulée par Freud comme substrat des transformations de la pulsion sexuelle quant à l'objet (déplacement des investissements), quant au but (sublimation par exemple), quant à la source de l'excitation sexuelle (diversité des zones érogènes) ».

Dans un ajout de 1915 aux Trois essais sur la théorie sexuelle (1905), Freud donne sa définition du terme « libido » : 

« Nous avons défini le concept de libido comme une force quantitativement variable permettant de mesurer les processus et les transpositions dans le domaine de l'excitation sexuelle »

— Sigmund Freud

### Évolution de la théorie de la libido
La théorie freudienne de la libido évolue en fonction de la théorie des pulsions. Elle reste fondamentalement dualiste, à la différence du monisme jungien et malgré un certain rapprochement « des vues » de Jung en 1914 reconnu par Freud lui-même dans « un exposé rétrospectif » qu'il donnera de l'évolution de sa propre théorie de la libido dans « Psychanalyse et Théorie de la libido » (« Psychoanalyse » und « Libidotheorie », 1923).
Sigmund Freud « n'a d'abord reconnu qu'une seule grande dualité pulsionnelle : pulsions sexuelles — pulsions du moi (ou d'auto-conservation) ». Les premières, les pulsions sexuelles, sont désignées comme libido, tandis que l'énergie des secondes est dite « énergie des pulsions du moi ou intérêt ».
Une nette distinction «  libido du moi — libido d'objet » est mise en place avec l'étude des psychoses, au moment de l'introduction du narcissisme (Pour introduire le narcissisme, 1914).

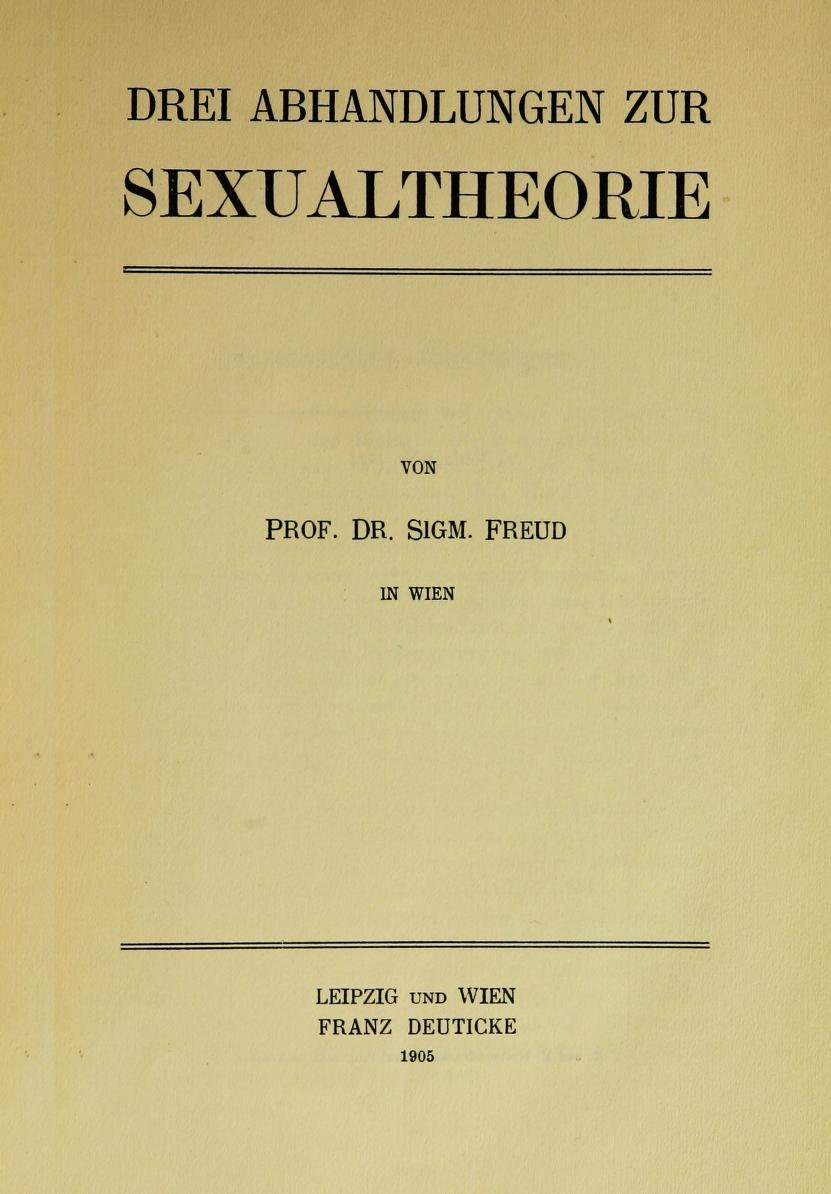
Dans les Trois essais, Freud considère que la sexualité infantile justifie la notion psychanalytique de “libido”.

#### La sexualité infantile
Dans les Trois essais sur la théorie sexuelle (1905), Freud montre comment « ce qui justifie la notion psychanalytique de “libido” », c'est la sexualité infantile. La pulsion sexuelle  s'étaye  sur les fonctions vitales. L'analogie avec la faim  fait dire à Freud  : « Il manque au langage populaire une désignation équivalente au mot « faim » ; la science emploie à cet effet le terme de “libido” ».
L'autoérotisme se développe à partir des zones érogènes, et il va s'ensuivre un « enchaînement des divers “stades” d'une évolution qui mène l'être humain de l'“organisation prégénitale” à son organisation génitale : stades oral, sadique-anal, phallique, stade génital enfin » — les travaux de Karl Abraham complètent la description qu'en fait Freud en 1923 dans « L'organisation génitale infantile » (Die infantile Genitalorganisation).
Étant donné la diversification des zones érogènes, « la pulsion sexuelle (dont la manifestation est la libido) se divise en pulsions partielles », la pulsion orale et la pulsion anale se rattachant à des régions du corps, d'autres comme la pulsion d'emprise se définissant par leur but.

#### Libido du moi — libido d'objet
Alain de Mijolla est d'avis que « Pour introduire le narcissisme » représente « un bouleversement dans la théorie psychanalytique et plus particulièrement dans la “théorie de la libido”, en distinguant deux modes d'investissement libidinal : vers le Moi et vers les objets ».
Les études de Carl Gustav Jung sur la psychose amène Freud « à se démarquer, jusqu'à la rupture avec son élève », d'une théorie de la libido comme énergie des seules « pulsions sexuelles dirigées vers l'extérieur ». Jung émettait en effet des critiques « à l'encontre de la théorie de la libido », jugeant « qu'elle échouait à rendre compte de la démence précoce ». À la différence de Jung, explique Jean Laplanche, Freud différencie deux degrés dans le repli de la libido, celui sur la vie fantasmatique correspondant à l'introversion de Jung, et celui « sur cet objet privilégié qu'est le moi ».
La libido du Moi va bientôt se nommer « libido narcissique » comprenant « la notion de son retour éventuel, à partir du courant objectal, sur un Moi devenu lui-même objet d'amour : le narcissisme secondaire ».

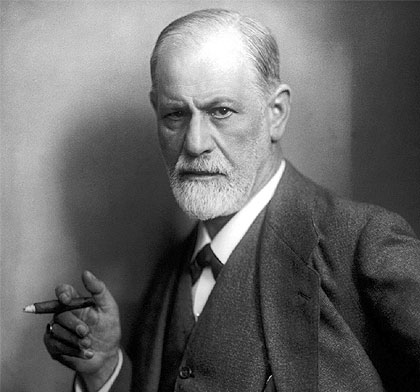
Sigmund Freud vers 1921.

#### Lalibidocomme énergie de l'éros
Dans Au-delà du principe de plaisir (Jenseits des Lustprinzips, 1920), Freud oppose les pulsions de vie et les pulsions de mort. Dans ce « nouveau dualisme pulsionnel », la libido « est assimilée à l' eros », c'est-à-dire aux pulsions de vie. Élisabeth Roudinesco et Michel Plon citent Freud : 

« La libido de nos pulsions sexuelles coïncident avec l' eros des poètes et des philosophes qui maintient la cohésion de tout ce qui vit »

— Freud, Au-delà du principe de plaisir
Dans l' Abrégé de psychanalyse (Abriss der Psychoanalyse, 1940), Freud parle de « toute l'énergie de l'eros, que nous appellerons désormais libido ».
Cependant, éros ne doit pas abolir la libido qu'il figure, ce mot latin étant destiné à traduire « l'universalité du concept de sexualité » sans avoir recours à sa traduction dans d'autres langues. D'après Roudinesco et Plon, la libido va ainsi faire « l'enjeu d'un scandale qui apparaîtra à partir de 1910 dans les multiples résistances opposées dans chaque pays à la psychanalyse, toujours et partout qualifiée de doctrine pansexualiste : trop “germaniste” aux yeux des Français, trop “latine” pour les Scandinaves, trop “juive” pour le nazisme, trop “bourgeoise” enfin pour le communisme, c'est-à-dire, comme pour Jung, toujours trop “sexuelle” ».

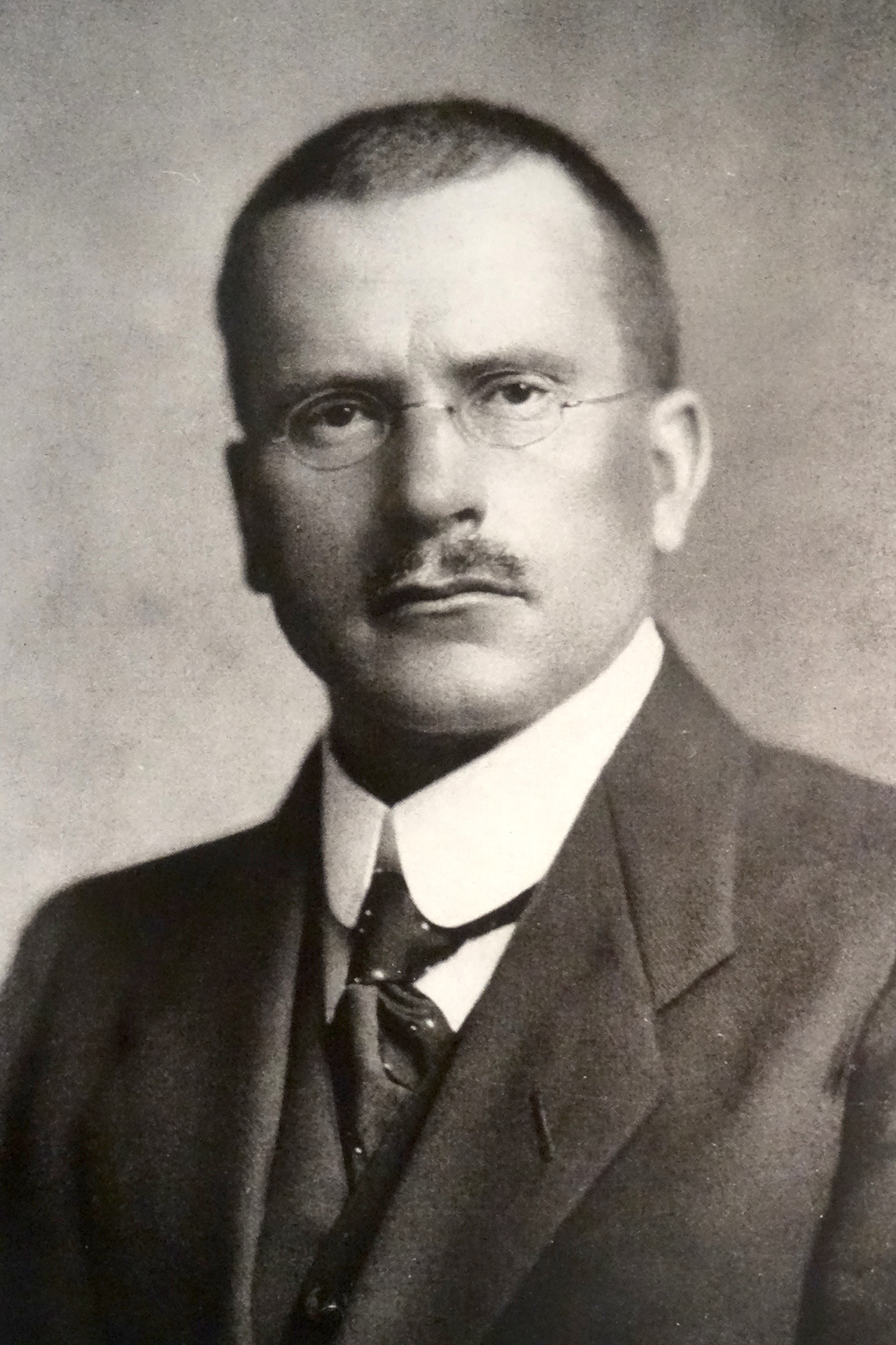
Chez Jung, avec qui Freud rompt en 1913, le terme libido signifie l' « énergie psychique » en général, conception que Freud refuse.

## Freud et Jung
Chez Carl Gustav Jung,  le terme de libido désigne plus largement « l' “énergie psychique” en général, présente dans tout ce qui est “tendance vers”, appetitus ». Selon les auteurs du Vocabulaire de la psychanalyse, Freud récuse d'un point de vue qualitatif cette réduction de la libido par Jung « à une énergie mentale non spécifiée ». Ainsi se différencie-t-il de Jung en ce que ce dernier, à partir de ses Métamorphoses et Symboles dans la Libido (1913), rapproche la notion de libido de « l'élan vital » d'Henri Bergson : 

« J'ai répété et dit aussi nettement que possible que j'établis, pour les névroses de transfert la distinction entre pulsions sexuelles (Sexualtriebe) et pulsions du Moi (Ichtriebe) et que la libido ne signifie que la force des premières, des pulsions sexuelles. C'est Jung, pas moi, qui conçoit la libido comme synonyme de la force motrice de toutes les activités psychiques et qui conteste ensuite la nature sexuelle de la libido. »

— Sigmund Freud, lettre à Édouard Claparède du 25 décembre 1920

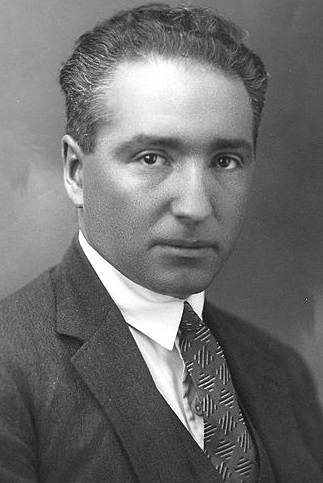
Wilhelm Reich, auteur de La fonction de l'orgasme (1927), photographié par Ludwig Gutmann avant 1943.

## Wilhelm Reich
Quant à Wilhelm Reich (1897-1957), auteur  de La fonction de l'orgasme (Die Funktion des Orgasmus, 1927), Élisabeth Roudinesco et Michel Plon voient en lui un « héritier de la sexologie, qui voudrait resexualiser la libido dans le cadre d'une théorie biologique de la satisfaction orgastique ». Alors qu'il avait pourtant dédié son ouvrage La fonction de l'orgasme à son « maître et professeur Sigmund Freud », avant que ce dernier ne se détourne de lui « jusqu'à l'éliminer du mouvement psychanalytique », Reich n'était pas sans accuser « les psychanalystes d'abandonner la libido » et de « domestiquer le sexe » en cherchant à adapter l'individu « aux idéaux du capitalisme bourgeois ». Pour Roudinesco et Plon, la position de Reich se présentait cependant comme « symétrique de celle de Carl Gustav Jung » : Jung « désexualisait le sexe au profit d'une d'une sorte d'élan vital », tandis que Reich « désexualisait le sexe au profit d'une génitalité biologique fondée sur l'épanouissement d'un bonheur organique d'où la pulsion de mort était exclue ».
Reich explique ainsi « l’ensemble des conduites humaines par le seul fait orgastique et génital » en formalisant son concept d' orgone « comme superlibido et unique énergétique de l’humain ». S'il refuse l’existence de la pulsion de mort, Joel Bernat observe toutefois qu'« en fait, la pulsion de mort “fait inconsciemment retour” dans sa conception de la société, à tel point que la société est devenue pulsion de mort », conception qui, selon Bernat, « doit beaucoup à Jean-Jacques Rousseau et son principe de “l’homme bon par nature”  et corrompu par la société ». Par ailleurs, Reich « fait systématiquement de la masturbation un acte génital… ignorant ainsi l’autoérotisme et son travail psychique ». Quant au clitoris, note Bernat, « il reste soit absent soit viril chez Reich ».

## Jacques Lacan

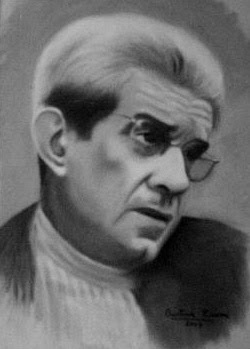
Jacques Lacan construit un « mythe de la lamelle » pour définir sa conception de la libido.

Pour définir sa conception de la libido, Jacques Lacan substitue au mythe d'Aristophane de l'Éros platonicien (dans Le Banquet)  d'une « recherche de la moitié sexuelle dans l'amour », telle que Freud l'évoque dans les Trois essais sur la théorie sexuelle,  « la recherche, par le sujet, non du complément sexuel, mais de la part à jamais perdue de lui-même » : c'est le « mythe de la lamelle », dont il s'explique dans Les quatre concepts fondamentaux de la psychanalyse (1973) : 

« [la lamelle,] c'est quelque chose qui a rapport avec ce que l'être sexué perd dans la sexualité, c'est comme est l'amibe par rapport aux êtres sexués, immortel »

— Jacques Lacan
Selon Catherine Desprats-Péquignot, Jacques Lacan conçoit ainsi « la libido non pas tant comme un champ d'énergie que comme un “organe irréel”, qui a rapport avec la part de lui-même que perd l'être vivant sexué dans la sexualité », tandis que « la question de l'amour » est « renvoyée à un fondement narcissique et imaginaire ».